# Amata insueta
Amata insueta là một loài bướm đêm thuộc phân họ Arctiinae, họ Erebidae.